# Stéphane Caristan
Stéphane Caristan, född den 31 maj 1964 i Créteil, är en fransk före detta friidrottare som tävlade i häcklöpning. 
Caristan hade under sin karriär framgångar i alla tre häckdistanser som man tävlar i inom friidrotten. På 60 meter häck blev han världsmästare inomhus vid VM 1985. Han blev även silvermedaljör efter amerikanen Tonie Campbell vid inomhus-VM 1987.
På 110 meter häck vann han EM-guld 1986 i Stuttgart. Han blev vidare sexa vid Olympiska sommarspelen 1984.
Slutligen på 400 meter häck blev han sjua vid Olympiska sommarspelen 1992 i Barcelona.

## Personliga rekord
- 110 meter häck - 13,20 från 1986
- 400 meter häck - 48,86 från 1992